# Ито, Сидзука
Сидзука Ито (яп. 伊藤 静 Ито: Сидзука, 5 декабря 1980, Токио, Япония) — японская сэйю. Работает в компании Ken Production.
Дебютировала в 2002 году. Помимо озвучивания ролей в аниме и компьютерных играх она также участвует в дублировании кинофильмов и выступает в качестве певицы. Вместе с Набатамэ Хитоми они составляют дуэт (сэйю юнит) «Nabatame Hitomi to Itō Sizuka».
Коллеги и почитатели называют её по-разному. Наиболее частые обращения — «Сидзука-сама» (静様) и «(Сидзука-) годзэн» (（静）御前, годзэн — уважительная форма местоимения 2-го лица, что-то вроде «Ваше превосходительство»). Некоторые коллеги используют и другие обращения, например: «Сидзука-сан», «Сидзука-тян», «Си:-тян». Их дуэт с Набатамэ часто, на основе имён участниц, называют просто «Хитосидзуку», что можно перевести, как «одна капля».
Любит алкоголь, вплоть до того, что это находит отражение в аниме (см. «To aru Majutsu no Index-tan», бонусную серию к аниме To aru Majutsu no Index; см. также название её блога в разделе ссылок). Среди других увлечений: ныряние с аквалангом (дайвинг), компьютерные игры, просмотр аниме, рыбалка. Её любимая игра — серия Final Fantasy, особенно Final Fantasy XI. Также она большая любительница рестлинга, в особенности — японской федерации рестлинга Pro Wrestling Noah и её основателя Мисавы Мицухару. Она даже заявляла, что, если бы ей довелось в следующей жизни родиться мужчиной, она стала бы рестлером.
В семье помимо неё есть также старшие брат и сестра.
5 декабря 2012 года сообщила на своём блоге о браке.

## Роли

### Аниме
2003
- BASToF Lemon — Тиэль
- GetBackers — школьница
- Kaleido Star — Мэгги
- Shingetsutan Tsukihime — Акиха Тоно
- Texhnolyze — Ран

2004
- Aqua Kids — Сурэа
- Koi Kaze — Вакаба Андзай
- Maria-sama ga Miteru — Рэй Хасэкура

2005
- Canvas 2 ~Niji Iro no Sketch~ — Хикари Тамару
- Gakuen Alice — Тануки
- Ghost in the Shell: S.A.C. 2nd GIG — полицейский
- Glass Mask — Нориэ Отобэ
- Gokujou Seitokai — Миура
- Ichigo Mashimaro — Кэйко Яно
- Konjiki no Gash Bell!! — Элизабет, Чита
- Mahoraba — президент клуба
- Mahou Sensei Negima — Миса Какидзаки
- SoltyRei — Сильвия Бан
- Starship Operators — Синон Кодзуки
- To Heart 2 — Тамаки Косака
- Tsubasa Chronicle — Чун Янг
- Victorian Romance Emma — служанка
- Zoids: Genesis — Котона Элеганс
- «Моя богиня!» — девочка

2006
- .hack//Roots — Сабуро
- Animal Yokocho — Ако-сэнсэй; Яёй-кун
- Asatte no Houkou — Сёко Ногами
- D.Gray-man — Линали Ли
- Futari wa Pretty Cure Splash Star — капитан Идзумида, Окай-сэнсэй
- Happiness! — Сая Камидзё
- Jigoku Shōjo — Норико Хаяси
- MÄR — Лиллис
- Negima!? — Миса Какидзаки
- Pumpkin Scissors — Элис Л. Мэлвин
- Shakugan no Shana — Вильгельмина Кармель
- Tonagura! — Миу Сэридзава
- Tsubasa Chronicle — Чун Янг
- xxxHolic — Химавари Куноги
- Yoake Mae Yori Ruri Iro Na — Рислит Ноэль/Фиакка
- «Клинок ведьм» — Сиори Цудзуки

2007
- Baccano! — девочка в форме, Рэйчел
- Buzzer Beater — Ио
- D.C. II: Da Capo — Маюки Косака
- Darker than Black — Элис Вонг
- El Cazador de la Bruja — Нади
- Getsumen Toheiki Mina — Суирэн Косю
- Hayate no Gotoku — Хинагику Кацура
- Kaze no Stigma — Нанасэ Кудо
- Magical Girl Lyrical Nanoha StrikerS — Сярио Финино, Отто, Дид
- Nagasarete Airantou — Тикагэ
- Rental Magica — Манами Куроха
- Shakugan no Shana II — Вильгельмина Кармель
- Sketchbook ~full color's~ — Хаа-сан
- Sky Girls — Эйка Итидзё
- Wangan Midnight — девочка
- «Гуррен-Лаганн» — Бута, Дэрри

2008
- Blassreiter — Аманда Вернер
- D.C. II: Da Capo SS — Маюки Косака
- Kimi ga Aruji de Shitsuji ga Ore de — Куондзи Синра
- To Aru Majutsu no Index — Каори Кандзаки
- Wagaya no Oinari-sama. — Момидзи Миябэ
- ×××HOLiC — Химавари Куноги
- Yatterman — Яттерман 2/Ай-тян 2

2009
- -Saki- — Хиса Такэи
- Basquash! — Сэра D. Миранда
- Hatsukoi Limited — Кэй Эномото
- Hayate no Gotoku!! 2 — Хинагику Кацура
- Maria-sama ga Miteru — Рэй Хасэкура
- Tayutama -Kiss on my Deity- — Мифую Кисараги

2010
- Amagami SS — Харука Морисима
- Dance in the Vampire Bund — Нанами Синономэ
- Katanagatari — Кигути Дзанки
- Ookami-san to Shichinin no Nakama-tachi — Рёко Оками

2011
- Kore wa Zombie Desu ka? — Серафима

2012
- Fairy Tail — Флер Корона
- High School DxD — Акэно Химэдзима
- Jormungand — Kоко Хекматьяр
- One Piece — Лили Энстомак

2013
- Machine-Doll wa Kizutsukanai — Кимберли

2014
- D-Frag! — Такао
- Sailor Moon Crystal — Минако Айно/Сейлор Венера

2022
- Bastard!! Ankoku no Hakaishin (ONA) — Кай Хан

2023
- Watashi no Yuri wa Oshigoto desu! — Ёко Гото

### Видеоигры
2016
- Girls' Frontline — KSG, Executioner, Nyto White

2017
- Nioh — Татибана Гинтиё

2019
- Arknights — Schwarz
- Sekiro: Shadows Die Twice — Эмма

2023
- Honkai: Star Rail — Кафка